# Vykřičník
Vykřičník (!) je interpunkční znaménko, které se zpravidla používá pro ukončení věty rozkazovací nebo zvolací, po citoslovci nebo ke zdůraznění věty oznamovací. V češtině se od předcházejícího slova odděluje zúženou mezerou; ve francouzštině se od něj odděluje mezerou (resp. správně typograficky slabou spacií/osminou čtverčíku).
Vykřičník se jako interpunkční znaménko začal používat v 16. století. Dnešní podoba se však ustálila až s rozvojem typografie, v 17. století. Historici typografie se většinou kloní k názoru, že vykřičník vznikl z latinského slova „io“, citoslovce nadšení. To se na konci otázek zkracovalo na „Io.“, přičemž sázením I a o z jednoho tiskařského typu se postupně vyvinul dnešní znak. Původní význam „nadšení“ se rozšířil ke dnešním významům příkazu, důrazu a výstrahy. Jako logotypy se vykřičník i otazník osamostatnily a používají se i mimo psaný text.
V češtině je začátek používání vykřičníku a dalších interpunkčních znamének spojen zhruba s nástupem bratrského pravopisu. Obrozenci a jazykoví brusiči ještě v 1. polovině 19. století interpunkci nevěnovali pozornost. Martin Hattala v roce 1857 napsal pravděpodobně první komplexnější pojednání o dělidlech, v němž „znak podivení“ (!) spolu se „znakem otázkovým“ (?) zařadil mezi „znamení hlasoměnná“. Ostatní autoři tento výklad příliš nereflektovali, například druhé vydání matičního Brusu zmiňuje jen čárku a středník a třetí vydání navíc jen tečku. František Bartoš v 1. vydání své Skladby roku 1878 podobně rozlišuje dělidla, podobně jako Hattala, na ta, která označují části vět, a ta, která označují přízvuk vět (otazník a vykřičník). Teoretici používali pro označování dělicích znamének nejednotnou terminologii, pro vykřičník se krom zmíněného Hattalova „znaku podivení“ používaly například názvy „vzvolavník“ (Karel Koblížek, 1876), „zvolavník“ (František Bačkovský) či „rozkazník“ (Pravopis ve škole obecné, K. Taubenek a T. Duchacká, zmiňuje též František Bačkovský v Brusu jazyka českého – např. ve 4. vydání z roku 1894). Dnešní názvy pocházejí víceméně od Františka Bartoše. Slovo „vykřičník“ bylo ostatně původně obsazeno jiným významem, Václav Hanka jím označoval citoslovce.

## Unicode
Znaménko ! je zakódované jako U+0021 (HTML: &#33; ).
Příbuzné formy:
- ǃ U+01C3 (HTML: &#451; )
- ‼ U+203C (HTML: &#8252; )
- ⁈ U+2048 (HTML: &#8264; )
- ⁉ U+2049 (HTML: &#8265; )
- ❕ U+2755 (HTML: &#10069; )
- ❗ U+2757 (HTML: &#10071; )
- ❢ U+2762 (HTML: &#10082; )
- ❣ U+2763 (HTML: &#10083; )
- ꜝ U+A71D (HTML: &#42781; )
- ꜞ U+A71E (HTML: &#42782; )
- ꜟ U+A71F (HTML: &#42783; )
- ﹗ U+FE57 (HTML: &#65111; ) – pro speciální CJK texty
- ！ U+FF01 (HTML: &#65281; ) – pro speciální CJK texty

## Speciální použití

Česká dopravní značka Jiné nebezpečí

Vykřičníkem (v textu zpravidla samostatně uzavřeným do závorky) je možné naznačit údiv, varování, upozornění čtenáře apod. V neformální komunikaci se někdy pro zdůraznění vykřičník zdvojuje či zvíceronásobuje či používá v kombinaci s otazníkem.

### Španělština
Ve španělštině věty zvolací vykřičníkem nejenom končí, ale i začínají – za tímto účelem se na jejich počátku používá obrácený vykřičník: ¡ Toto typografické pravidlo platí od 18. století a je dále uplatňováno, stejně jako v případě obráceného otazníku, v galicijštině (s různou mírou důslednosti), leónštině a v některých domorodých jazycích zemí, kde je španělština úředním jazykem (např. v indiánském jazyce nahuatl).

### Romština
Ve společném mezinárodním pravopisu romštiny (Maśkarutno lekhipe) se kuriózním způsobem používá ve vokativu, kde se píše před poslední slabikou jeho koncovek, např. Roma!le, phral!a apod.

### Kojsanské jazyky
Při zápisu některých kojsanských jazyků a v jejich přepisu IPA se pro postalveolární mlaskavku používá symbol ǃ (ǃ, Unicode znak U+01C3), při běžném zápisu nahrazovaný vykřičníkem – viz např. jméno známého herce N!xau.

### Matematika
V matematickém zápisu vykřičník označuje operaci faktoriál.

### Informatika
V ASCII tabulce zaujímá pozici 33 (hexadecimálně 21). Většinou jako operátor pro logickou negaci v programovacích jazycích C, C++, C#, Java a některých dalších. Logická negace A != B slovně znamená A se nerovná B nebo může být použita i tato verze: !(A+B), což slovně znamená že A+B neplatí.

### Šachová notace
V šachové notaci se vykřičníkem označuje silný (dobrý) tah, dvojicí vykřičníků velmi silný tah. ?! je označení pochybného tahu a !? překvapivého a riskantního tahu.

### Počítačové hry
V sérii stealth her Metal Gear červený vykřičník, který se objeví nad protivníkovou hlavou společně s krátkým hlasitým zvukem značí, že hráče vidí nepřítel. Pokud se toto stane, nepřítel se snaží zaútočit na hráče.
V sérii Pokémon se objeví vykřičníky nad hlavami ostatních trenérů, když zahlédnou hlavního trenéra postavy. V určitých verzích hry se vykřičník také objevoval u hlavy hlavní postavy, pokud chytila rybu na jednom z tří herních prutů (Old Rod, Good Rod and Super Rod).
V sérii Paper Mario vykřičník upozorňoval, že si protivník všiml Maria, Luigiho, Peache nebo Bowsera.
V sérii Warcraft NPC postavy mají dostupné questy pro hráče, které jsou reprezentované žlutým vykřičníkem plujícím nad jejich hlavami. Pokud je quest opakovatelný, je vykřičník modrý. Zelený vykřičník indikuje Flight Master, jejž hráč musí nejdříve objevit (kliknout na „discover“) pro nákup letu z nebo do lokace.
V hrách Counter-Strike se objevuje zelený vykřičník nad hlavou hráče, pokud hráč používá rádiové povely.
Ve hře Undertale se vykřičník v bublině objeví nad hlavou hráče, když se hráč střetne s monstrem.